# 67番街駅
67番街駅（67ばんがいえき、英: 67th Avenue）はクイーンズ区レゴ・パークとフォレスト・ヒルズの境、67番街とクイーンズ・ブールバードの交差点に位置するニューヨーク市地下鉄INDクイーンズ・ブールバード線の駅である。E系統が深夜帯のみ、M系統が平日、R系統が深夜帯以外に停車している。

## 歴史
クイーンズ・ブールバード線は市営のインディペンデント・サブウェイ・システム（IND）で最初に建設された路線の一つで、マンハッタンのIND8番街線 とクイーンズ区ジャマイカのジャマイカ-179丁目駅を結んでいる。クイーンズ・ブールバード線は公共事業局から2,500万ドルの融資と債務保証を受けて建設されたが、その中で67番街にも駅が設けられる計画になっていた。
1936年12月31日にINDクイーンズ・ブールバード線は8駅5.6km（3.5マイル）に渡って延伸されて終端駅がジャクソン・ハイツ-ルーズベルト・アベニュー駅からユニオン・ターンパイク駅に移り、67番街駅はその途中駅として開業した。
2015年から2019年にかけてのMTA投資計画により、この駅はニューヨーク市地下鉄のその他30駅と共に大規模な改修工事が行われ最大6ヶ月間休止され、改修では携帯電話サービスやWi-Fi、充電場所の設置、案内標識や照明の更新などが行われる予定であった。しかし、2018年実施の計画変更によってこれらの改修に使用される資金の割り当ては2020年から2024年にかけての投資計画まで延期されている。

## 駅構造
| G          | 地上階                       | 出入口 |
| M          | 改札階                       | 改札口、駅員詰所、メトロカード自動券売機 |
| P ホーム階 | 相対式ホーム、右側ドアが開く | 相対式ホーム、右側ドアが開く |
| P ホーム階 | 南行緩行線                   | ← 深夜帯：ワールド・トレード・センター駅行き（63番ドライブ-レゴ・パーク駅） ← 平日23時まで：ミドル・ヴィレッジ-メトロポリタン・アベニュー駅行き（63番ドライブ-レゴ・パーク駅） ← ベイ・リッジ-95丁目駅行き（63番ドライブ-レゴ・パーク駅） |
| P ホーム階 | 南行急行線                   | ← 深夜帯以外：通過 ← 通過 |
| P ホーム階 | 北行急行線                   | → 深夜帯以外：通過 → → 通過 → |
| P ホーム階 | 北行緩行線                   | → 深夜帯：ジャマイカ・センター駅行き（フォレスト・ヒルズ-71番街駅）→ フォレスト・ヒルズ-71番街駅行き（終点）→ |
| P ホーム階 | 相対式ホーム、右側ドアが開く | |

当駅は相対式ホーム2面4線の各駅停車駅で、中央の急行線はE系統 (深夜帯以外) とF系統 (終日) が通過する。ホームの壁には薄い青色のラインがあり、上下の端は黒色となっている。
駅名標は"67TH AVE."と黒地に白文字のサンセリフ体で書かれた小型のものと、紺地 (四隅は薄い青色) に白文字で"67TH AVE."と書かれた大型のものの2種がある。ホーム全長にわたって紺色の柱が設置され、2本に1本はニューヨーク市地下鉄標準の駅名標がある。

### 出口
メザニンはホーム上全長にわたってあり、西端の67番街-クイーンズ・ブールバード交差点東側に接続する改札は終日開いており、駅員も配置されているが、東端の67番ドライブ-クイーンズ・ブールバード交差点東側に接続する改札は無人で、フルハイト・ターンスタイルのみ設置されている。
- 階段2つ、67番街とクイーンズ・ブールバードの交差点北東[17]。
- 階段2つ、67番街とクイーンズ・ブールバードの交差点南東[17]。
- 階段1つ、67番ドライブとクイーンズ・ブールバードの交差点南東[17]。
- 階段1つ、67番ドライブとクイーンズ・ブールバードの交差点南東[17]。